# Megalomus tibetanus
Megalomus tibetanus är en insektsart som beskrevs av C.-k. Yang et al in Huang et al. 1988. Megalomus tibetanus ingår i släktet Megalomus och familjen florsländor. Inga underarter finns listade i Catalogue of Life.